# Heidi Schauman
Heidi Henrika Schauman, född Soininen 10 maj 1978 i Pojo, är en finlandssvensk ekonom och samhällsdebattör. Hon är Swedbanks chefsekonom i Finland sedan september 2019. Hon var Aktia Banks chefsekonom 2015–2019 och har tidigare arbetat bland annat vid Nordea Bank samt Finlands Bank. Heidi Schauman är också styrelsemedlem i Nationalgalleriet samt Finska kulturfonden. 
Schauman är ekonomie doktor från Hanken, varifrån hon disputerade 2006 med arbetsmarknadens matchning som ämne.